# Йозеф Гаузер (ватерполіст)
Йозеф Гаузер (нім. Josef Hauser, 10 березня 1910 — 10 серпня 1981) — німецький ватерполіст.
Срібний призер Олімпійських Ігор 1936 року.